# يوجين ريختر
يوجين ريختر (بالألمانية: Eugen Richter)‏ هو مستشار حقوقي ‏ وكاتب وصحفي وسياسي ألماني، ولد في 30 يوليو 1838 في دوسلدورف في ألمانيا، وتوفي في 10 مارس 1906 في ألمانيا. حزبياً، نشط في حزب التقدم الألماني ‏ وFree-minded People's Party (Germany) ‏. وقد انتخب عضو مجلس النواب البروسي وانتخب عضو مجلس النواب الألماني للإمبراطورية الألمانية خلال فترته النيابية ‏ (9 مارس 1871 – 29 نوفمبر 1873).